# Coppa Italia Primavera 2012-2013
La Coppa Italia Primavera 2012-13, denominata Primavera Tim Cup, è la quarantunesima edizione del torneo riservato alle squadre giovanili iscritte al Campionato Primavera. Il torneo è iniziato il 22 agosto 2012 e si è concluso il 16 aprile 2013.
La Juventus ha vinto il torneo per la 4ª volta nella sua storia battendo nella doppia finale il Napoli.

## Turno preliminare
Andata 22 agosto 2012, ritorno 29 agosto 2012.
| Squadra 1 | Totale          | Squadra 2       | Andata | Ritorno     |
| --------- | --------------- | --------------- | ------ | ----------- |
| Spezia    | 2 - 7           | Pro Vercelli    | 1 - 2  | 1 - 5       |
| Ternana   | 2 - 2 (3-4 dcr) | Virtus Lanciano | 2 - 0  | 0 - 2 (dts) |

## Primo turno eliminatorio
Andata il 15 e 19 settembre 2012; ritorno 3, 6 e 24 ottobre 2012
| Squadra 1   | Totale      | Squadra 2       | Andata         | Ritorno     |
| ----------- | ----------- | --------------- | -------------- | ----------- |
| Sassuolo    | 3 - 4       | Novara          | 0 - 3 (a tav.) | 3 - 1       |
| Atalanta    | 3 - 5       | Modena          | 0 - 3 (a tav.) | 3 - 2       |
| Bologna     | 2 - 5       | Parma           | 2 - 2          | 0 - 3       |
| Brescia     | 5 - 1       | Cagliari        | 4 - 0          | 1 - 1       |
| Fiorentina  | 3 - 3 (gfc) | Sampdoria       | 2 - 2          | 1 - 1       |
| Grosseto    | 4 - 3       | Pro Vercelli    | 3 - 0          | 1 - 3       |
| Empoli      | 4 - 3       | Genoa           | 2 - 2          | 2 - 1       |
| Siena       | 6 - 2       | Livorno         | 3 - 2          | 3 - 0       |
| Chievo      | 6 - 0       | Virtus Lanciano | 3 - 0          | 3 - 0       |
| Cittadella  | 4 - 5       | Cesena          | 2 - 2          | 2 - 3       |
| Verona      | 2 - 6       | Padova          | 2 - 3          | 0 - 3       |
| Udinese     | 4 - 2       | Ascoli          | 2 - 0          | 2 - 2       |
| Juve Stabia | 3 - 5       | Pescara         | 2 - 1          | 1 - 4 (dts) |
| Bari        | 4 - 3       | Reggina         | 2 - 2          | 2 - 1       |
| Crotone     | 2 - 7       | Napoli          | 2 - 4          | 0 - 3       |
| Catania     | 4 - 1       | Vicenza         | 3 - 0          | 1 - 1       |

## Secondo turno eliminatorio
Andata il 30 e 31 ottobre 2012; ritorno il 7 novembre 2012
| Squadra 1 | Totale      | Squadra 2 | Andata | Ritorno        |
| --------- | ----------- | --------- | ------ | -------------- |
| Modena    | 4 - 2       | Novara    | 1 - 2  | 3 - 0 (a tav.) |
| Parma     | 3 - 2       | Brescia   | 3 - 1  | 1 - 0          |
| Sampdoria | 4 - 2       | Grosseto  | 2 - 1  | 2 - 1          |
| Siena     | 2 - 2 (gfc) | Empoli    | 0 - 1  | 2 - 1          |
| Chievo    | 3 - 3 (gfc) | Cesena    | 1 - 1  | 2 - 2          |
| Udinese   | 2 - 2 (gfc) | Padova    | 1 - 2  | 1 - 0          |
| Bari      | 3 - 7       | Pescara   | 0 - 4  | 3 - 3          |
| Napoli    | 6 - 3       | Catania   | 2 - 0  | 4 - 3          |

## Ottavi di finale
Andata il 27 e 28 novembre 2012; ritorno il 7, 8 e 9 dicembre 2012
| Squadra 1 | Totale | Squadra 2 | Andata | Ritorno |
| --------- | ------ | --------- | ------ | ------- |
| Modena    | 0 - 5  | Inter     | 0 - 1  | 0 - 4   |
| Parma     | 3 - 4  | Torino    | 1 - 1  | 2 - 3   |
| Sampdoria | 3 - 1  | Varese    | 0 - 0  | 3 - 1   |
| Siena     | 1 - 5  | Juventus  | 1 - 2  | 0 - 3   |
| Chievo    | 0 - 2  | Roma      | 0 - 1  | 0 - 1   |
| Padova    | 1 - 5  | Milan     | 1 - 3  | 0 - 2   |
| Pescara   | 4 - 2  | Palermo   | 1 - 2  | 3 - 0   |
| Napoli    | 3 - 1  | Lazio     | 3 - 1  | 0 - 0   |

## Quarti di finale
Andata il 15 e 16 dicembre 2012; ritorno il 21 e 22 dicembre 2012
| Squadra 1 | Totale | Squadra 2 | Andata | Ritorno |
| --------- | ------ | --------- | ------ | ------- |
| Inter     | 3 - 4  | Torino    | 1 - 3  | 2 - 1   |
| Sampdoria | 3 - 6  | Juventus  | 1 - 3  | 2 - 3   |
| Milan     | 2 - 3  | Roma      | 2 - 0  | 0 - 3   |
| Napoli    | 3 - 1  | Pescara   | 2 - 0  | 1 - 1   |

## Semifinali
Andata il 23 gennaio 2013; ritorno il 30 gennaio 2013
| Squadra 1 | Totale | Squadra 2 | Andata | Ritorno |
| --------- | ------ | --------- | ------ | ------- |
| Torino    | 1 - 4  | Juventus  | 0 - 2  | 1 - 2   |
| Roma      | 1 - 3  | Napoli    | 1 - 1  | 0 - 2   |

## Finale
Andata il 13 marzo 2013; ritorno 16 aprile 2013
| Squadra 1 | Totale | Squadra 2 | Andata | Ritorno     |
| --------- | ------ | --------- | ------ | ----------- |
| Juventus  | 3 - 2  | Napoli    | 1 - 1  | 2 - 1 (dts) |